# 붉은나무밭쥐
붉은나무밭쥐(Arborimus longicaudus)은 비단털쥐과에 속하는 설치류의 일종이다. 미국 오리건주와 캘리포니아주에서 발견된다.